# Oreoloma
Oreoloma es un género de fanerógamas perteneciente a la familia Brassicaceae. Comprende cuatro especies. 
Está considerado un sinónimo del género Sterigmostemum M. Bieb.

## Especies seleccionadas
| - Oreoloma eglandulosum - Oreoloma matthioloides - Oreoloma sulfureum - Oreoloma violaceum |